# 暗黑博物馆
《暗黑博物馆》（英語："Black Museum"）是英国单元剧《黑镜》第四季第六集，由编剧查理·布鲁克改编自佩恩·吉列特短篇小说《疼痛上瘾》，柯尔姆·麦卡锡执导。本集于2017年12月29日在Netflix上线。片中，偏远地区的“黑色博物馆”的业主罗洛·海恩斯向独自来的訪客妮許讲了三个关于馆中尖端科技产品的背景故事，还有他在科学职业生涯中开发人类大脑的经历。

## 剧情
在偏远地区一家充电站等着车子充满电的妮許（莉蒂西亞·萊特 饰）在附近看到声称藏有“货真价实的犯罪学文物”的黑色博物馆。一进馆，她受到了馆长罗洛·海恩斯（道格拉斯·霍奇 饰）盛情接待。妮許说她走来这边是因为父亲住在附近，母亲叫她停车，好给他惊喜。海恩斯给她带路，期间介绍了他收藏的展品究竟有什么来历。
以前，海恩斯是一家神经学研究所的职员，曾说服彼得·道森医生（丹尼尔·莱派恩）去进行神经移植实验，这样他就能感受到其他人身体的感觉。道森利用这招親身感受病人的痛楚，成了诊治他们的专家。同时，道森在和女朋友性交时，能同时体会到自己和女方的感觉。一次，一名中了毒的参议员被送到医院，情况危急，道森和他连接，通过移植体会到他的死亡。昏过去一阵子，道森被副作用惊醒。自那时起，体验痛楚便成了他的乐趣。他开始利用病人的痛苦为自己带来性兴奋，并一发不可收拾，便被赶出医院。之后他走上了自残道路，但意识到自殘缺乏恐惧，為获得因恐懼產生的更大愉悦，道森在一次襲擊、折磨并杀死一位流浪汉時因高潮陷入昏迷，並被發現後遭逮捕，在那之後維持昏迷狀態。
回到现在，妮許给海恩斯递了一瓶水，由于博物馆的空调坏掉，两人大汗淋漓。海恩斯又讲了一只毛绒猴子公仔的故事。海恩斯曾说服一名叫傑克（欧帝斯·哈吉 饰）的男子将植物人妻子嘉莉（亞莉珊卓·罗奇 饰）的意识转移到自己的大脑中。最初，嘉莉享受一同体验杰克在现实世界中的感觉，特别是他对年幼儿子帕克的拥抱。然而，共享意识开始对夫妇俩带来负面影响，傑克失去了隐私，嘉莉在现实中没有能动性。海恩斯让傑克给嘉莉「静音」，凯莉每次再度获得意识时都会大发雷霆。傑克碰到了艾蜜莉（雅莎·杰克逊 饰），两人开始约会，嘉莉无力地愤怒。艾蜜莉施加压力，迫使傑克叫海恩斯将嘉莉的意识移植进一只那时给了派克的毛绒猴子布偶。公仔只能说两句话「猴子爱你」和「猴子要抱抱」。嘉莉非常愤怒，艾蜜莉威胁嘉莉如果不乖乖听话，就要删除她。派克最终对玩具厌倦，遗弃了它，嘉莉被困其中。回到如今，海恩斯告诉妮什，将嘉莉转移到毛绒猴子被宣布为非法后，他丢了饭碗。之后，海恩斯透露，嘉莉仍困在展出的毛绒猴子中，因为删除她也是不合法的。
海恩斯和妮許来到被定罪的杀人犯克莱顿·李（巴布斯·奥卢桑莫昆 饰）惨淡的全息投影处，之前的片段中，他的罪行曾在电视上播出。李被关在死囚牢房时，海恩斯诱使他签下死后拿出意识的权利合同，以换取他家人的生活资金，虽然妻子担心他的安全表示拒绝。被处决后，克莱顿发现自己在海恩斯的博物馆以全息图的模式重生。海恩斯設計的裝置讓參觀者可以拉动开关，便能使克莱顿经历电椅的痛苦，像是他们将他再一次电击一样，使克萊頓被永無止境重複處刑。他们之后会获得一枚永远保存着克莱顿被电击时的意識備份的钥匙链吊坠。海恩斯提及每次电击最多只能持续10秒，15秒或以上可能會破壞克莱顿意識全息图，将其永遠刪除。
回到博物馆，海恩斯开始出现窒息症状。妮許揭示，她其实是克莱顿的女兒，她破坏了博物馆的空调，让海恩斯口渴难耐，喝了她给的毒水。她表示父亲是无辜的，但州政府不愿意推翻判决。民众示威反对海恩斯折磨利的全息图，损害了博物馆的名气，但海恩斯不肯将它关掉。展品吸引有钱的虐待狂和种族主义者到来，将克莱顿折磨到他虚拟意识的极限，他变成了一副空的躯壳。因此，妮許的母亲配著一瓶伏特加仰藥自殺。海恩斯死后，妮許将他的意识转换道克莱顿的全息图中。她将电椅模拟最大化，海恩斯体验到折磨的完全效果，最终使克莱顿的意识刪除。之后妮許拿走了毛绒猴子布偶和海恩斯遭受电击的意識纪念品，在上车前拿走造成空调短路的设备。妮許和自己意识中的母亲交谈后，开着车离开，随着博物馆被火焰吞没，她的母亲流下了幸福的眼泪。

## 制作

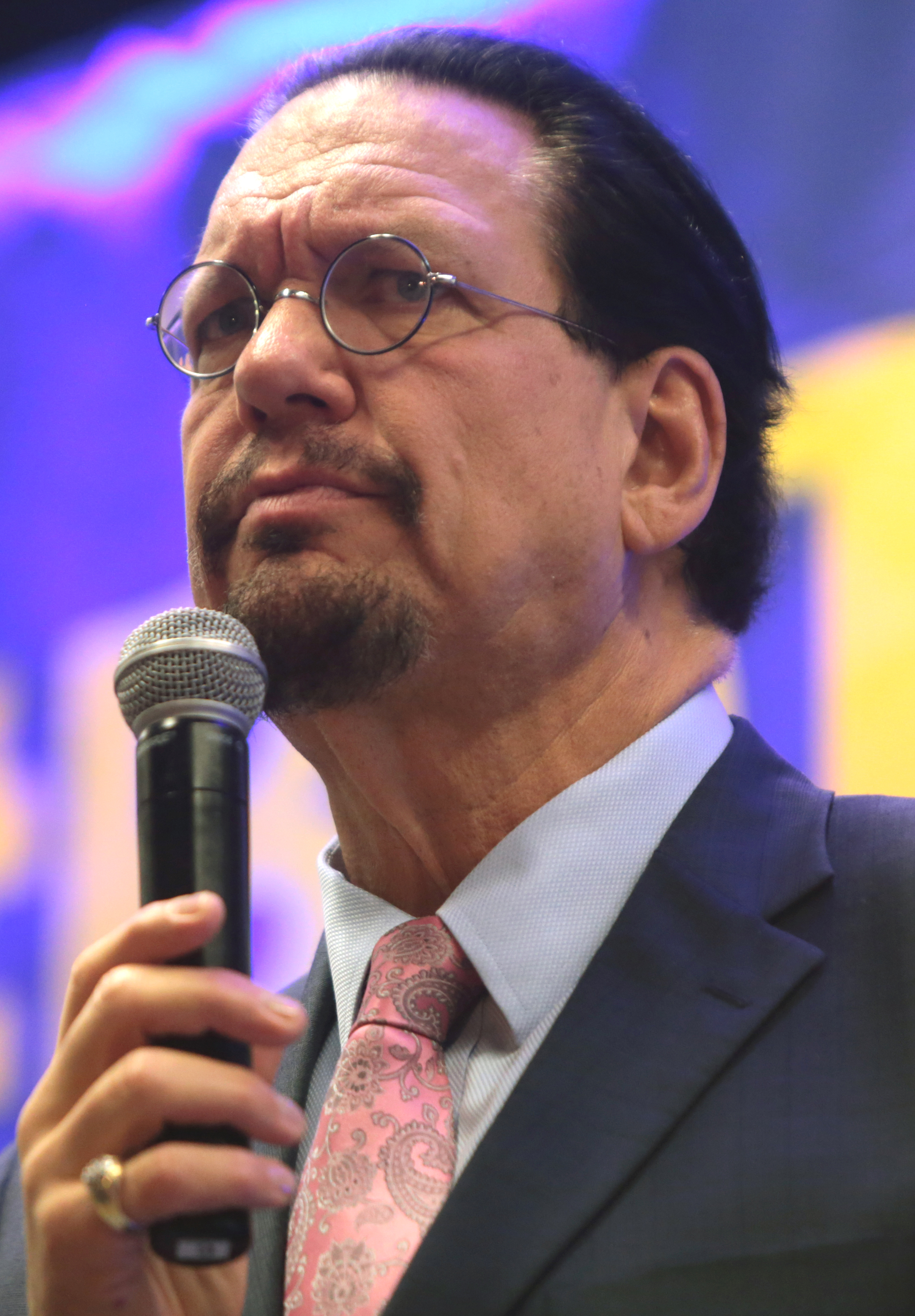
本集第一个故事改编自佩恩·吉列特于20世纪80年代创作的短篇小说《疼痛上瘾》。

《黑镜》第一季和第二季于英国第四台播出时，Netflix于2015年9月定下系列的12集，2016年3月抬高第四台发行第三季的版权费价格，以4000万美元拿下版权。12集分为两季播出，每季6集。
道森博士的第一个故事改编自魔术师佩恩·吉列特职业生涯早期短篇小说《疼痛上瘾》。吉列特根据1981年他在西班牙一家福利医院生病时，由于言语不通难以获得诊治的个人经历，写下了这个故事。吉列特从这次经历中想出了《疼痛上瘾》这个故事，幻想医生获得一种能够了解一个人正经受的痛苦的技术，但根据他的描述“这个家伙对疼痛上瘾，开始打人，体会他们的痛楚。他还体验性虐恋，一心想当钉在十字架上的耶稣。他想感受痛苦。”吉列特计划将这个故事用在他和演出伙伴泰勒出的第一本书中，但出版商认为故事太过黑暗，不予出版。吉列特一直想买下演绎这个故事的场地，在找到机会和查理·布鲁克谈论的时候提出了这个想法。大约两年后，布鲁克联系吉列特，表示“黑色博物馆”将成为一集单元剧，希望在剧中使用“疼痛上瘾”。吉列特批准他使用这个故事，布鲁克便对他的表述做了必要的修改。之后，吉列特和布鲁克共同构思剧情概念，期间提出由拉斯维加斯城外的一间巡回游艺团经营黑色博物馆。吉列特希望为游艺团的角色试镜，但制作过程离更改演出阵容还很远。
曾在第一季“你的全部人生经历”中出演配角的丹尼尔·莱派恩在本集中出演彼得·道森博士。本集拍摄需时一个月，在内华达州和西班牙取景。

### 营销
2017年5月，Reddit一篇帖子提前公布了《黑镜》第四季六集的名称和导演。系列第一支预告片于2017年8月25日在Netflix上线，介绍了六集的名称。从2017年11月24日开始，Netflix发布了第四季的一系列海报和预告片，称之为“黑镜13天倒计时”。12月6日，Netflix公布第四季镜头合辑预告片，宣布全季于12月29日上线。

### 彩蛋
导演柯尔姆·麦卡锡介绍，本集出现了多个指涉《黑镜》之前剧集的彩蛋，许多都由布景师乔尔·柯林斯（Joel Collins）放置。譬如说，杰克看的是《一千五百萬個積點》的漫画，博物馆入口屏幕出现了維多莉亞·史基蘭 的照片，之后的一位戴着黑色巴拉克拉瓦盔式帽，印有两个尖端分叉白色图案的人体模特出自《白熊世界》。博物馆的许多文物出自之前的剧集，如《方舟天使》中的方舟天使平板電腦、《鱷魚》中成為夏姿雅的丈夫陳屍處的浴缸、《聯邦星艦卡里斯特》的DNA掃描機以及湯米咬過的棒棒糖、《全網公敵》的人造蜂。

### 配乐
克里斯托瓦·塔皮亚·德·维尔为本集创作的配乐于2018年1月19日由湖岸唱片发行，小样稍早前于2017年12月27日在他的YouTube和SoundCloud发行。德维尔谈到配乐时表示：“开头发现暗黑博物馆为余下的内容定下基调。三个故事中，音乐有不同的演变，其后回到开头，尽管体现了成就感，但也有噩运感。”

## 专业评价
许多影评人认为和本季其他集相比，本集较为平庸。